# Bryoscyphus lichenicola
Bryoscyphus lichenicola är en lavart som beskrevs av Alstrup & M.S. Cole 1998. Bryoscyphus lichenicola ingår i släktet Bryoscyphus och familjen Helotiaceae.   Inga underarter finns listade i Catalogue of Life.